# Stromness Harbour
Der Stromness Harbour (auch Stromness Harbor) ist die mittlere dreier Nebenbuchten am Westufer der Stromness Bay an der Nordküste Südgeorgiens. 
In frühen Landkarten und Berichten trug die Bucht unter anderem die Namen Rosita Cove, Fridtjof-Nansen-Hafen und Nansen Harbour. Die heute gültige Benennung ist seit mindestens 1920 etabliert.